# Deutsche Demokratische Partei
Deutsche Demokratische Partei (DDP, d.i. Duitse Democratische Partij), was een links-liberale Duitse politieke partij tijdens de Weimarrepubliek. In 1930 werd de naam veranderd in Deutsche Staatspartei (Duitse Staatspartij).
De DDP ontstond op 16 november 1918, meteen na de Novemberrevolutie in Duitsland. Ze was bedoeld als een fusie van de twee grote liberale partijen die tijdens het Duitse Keizerrijk bestonden: de links-liberale Fortschrittliche Volkspartei en de meer conservatieve en nationalistisch georiënteerde Nationalliberale Partei. De meeste leidende figuren van de Nationalliberale Partei treden uiteindelijk niet toe en vormden enkele dagen later de Deutsche Volkspartei. 

## Profiel
De DDP was een uitgesproken voorstander van de republikeinse regeringsvorm en de parlementaire democratie. Op economisch vlak was ze liberaal, maar voor sociale wetgeving. In de buitenlandse politiek zou ze een voorstander worden van de Volkenbond en het pacifisme. 
De partij had haar aanhang in de meer verlichte burgerij en de kantoorbedienden. Ze haalde vooral stemmen onder het protestantse deel van de bevolking en ook de bij meeste Duitse liberale joden. Opvallend veel intellectuelen en academici waren lid van de partij. Daarom werd ze door rechtse groepen vaak als "professorenpartij" of "jodenpartij" bestempeld. Bekende leden van de partij waren de theoloog Friedrich Naumann (die de eerste voorzitter zou worden), de jurist Hugo Preuss, de historicus Friedrich Meinecke, de beroemde socioloog Max Weber en zijn broer, de econoom Alfred Weber. 
Bij de verkiezingen voor de Nationale Vergadering, begin 1919, haalde de DDP 18,6 % van de stemmen - haar beste score ooit - en werd ze de op twee na grootste partij, na de SPD en het Zentrum. De drie grote partijen vormden samen de "Coalitie van Weimar", die de grondwet van de Weimarrepubliek zou opstellen. Hugo Preuss werd als minister van Justitie de voornaamste auteur van de grondwet.
De partij kende in het begin 900.000 leden, een aantal dat echter snel terugliep. Bij de eerste verkiezingen voor de Rijksdag van de Weimarrepubliek (1920) verloor de DDP bijna de helft van het stemmenaantal van het jaar ervoor. Dat aantal zou bij volgende verkiezingen verder teruglopen. De partij maakte tot 1931 voortdurend deel uit van de Duitse Rijksregering. Bekende ministers van de partij waren Walther Rathenau (Buitenlandse Zaken)  en Erich Koch-Weser (justitie). 
Voor de verkiezingen van 1930 ging de DDP een fusie aan met de Volksnationale Reichsvereinigung, een nevenorganisatie van de nationalistische en antisemitische Jungdeutsche Orden, onder de naam Deutsche Staatspartei (DStP). Als gevolg daarvan scheurde een deel van de linkervleugel zich af en vormde de Radikaldemokratische Partei, die echter geen succes zou hebben. Na deze tegenvallende verkiezingen (de nieuwe DStP zakte onder de 4 %) nam de Jungdeutsche Orden meteen weer afstand van de fusie, maar de vroegere DDP bleef de naam DStP dragen. 
De DStP bleef verder achteruit gaan en hield in november 1932 nog maar twee zetels in de Rijksdag over.  Bij de laatste vrije verkiezingen van Duitsland werden er in maart 1933 vijf afgevaardigden in de Rijksdag gekozen. Deze vijf afgevaardigden stemden kort daarop voor de machtigingswet, die in feite een einde maakte aan de democratie in Duitsland.

## Na de Weimarrepubliek
Onder druk van de nazi's ontbond de DStP haarzelf op 28 juni 1933. Verschillende oud-partijleden waren onder het naziregime actief in het verzet. 
Na de Tweede Wereldoorlog vormden vroegere leden van de DDP/DStP de Freie Demokratische Partei, de huidige liberale partij in Duitsland. Een van hen, de vroegere rijksdagafgevaardigde Theodor Heuss, werd in 1949 de eerste Duitse Bondspresident. Andere oud-leden traden toe tot de SPD en de CDU. In de Sovjetbezettingszone (de latere DDR) werden veel oud-DDP'ers actief in de Liberal-Demokratische Partei Deutschlands. 